# Pakistanische Cricket-Nationalmannschaft in England in der Saison 1996
Die Tour des pakistanischen Cricket-Nationalmannschaft nach England in der Saison 1996 fand vom 25. Juli bis zum 1. September 1996 statt. Die internationale Cricket-Tour war Teil der internationalen Cricket-Saison 1996 und umfasste drei Test Matches und drei ODIs. Pakistan gewann die Test-Serie 2–0, während England die ODI-Serie 2–1 gewann.

## Vorgeschichte
Das war die erste Tour der Saison für Pakistan, während England vorher einen Heimtour gegen Indien ausgetragen hatte. Das letzte Aufeinandertreffen bei einer Tour fand in der Saison 1992 in England statt.

## Stadien
Für die Tour wurden folgende Stadien als Austragungsorte vorgesehen.
| Stadion                     | Stadt      | Kapazität | Spiele  |
| --------------------------- | ---------- | --------- | ------- |
| Edgbaston Cricket Ground    | Birmingham | 24.803    | 2. ODI  |
| Headingley Stadium          | Leeds      | 17.000    | 2. Test |
| Lord’s Cricket Ground       | London     | 30.000    | 1. Test |
| The Oval                    | London     | 23.500    | 3. Test |
| Old Trafford Cricket Ground | Manchester | 19.000    | 1. ODI  |
| Trent Bridge                | Nottingham | 15.350    | 3. ODI  |

## Test Matches

### Erster Test in London
| 25. – 29. Juli Scorecard | London (Lord’s) | Pakistan 340 (108.2) & 352-5d (113.2) | – | England 285 (102.4) & 243 (97.1) |
|                          |                 | Pakistan gewinnt mit 164 Runs         |   |                                  |

### Zweiter Test in Leeds
| 8. – 12. August Scorecard | Leeds | Pakistan 448 (153.2) & 242-7d (81) | – | England 501 (156.5) |
|                           |       | Remis                              |   |                     |

### Dritter Test in London
| 22. – 26. August Scorecard | London (The Oval) | England 326 (99.2) & 242 (82.4) | – | Pakistan 521-8d (159.1) & 48-1 (6.4) |
|                            |                   | Pakistan gewinnt mit 9 Wickets  |   |                                      |

## One-Day Internationals

### Erstes ODI in Manchester
| 29. August Scorecard | Manchester | Pakistan 225-5 (50)           | – | England 226-5 (46.4) |
|                      |            | England gewinnt mit 5 Wickets |   |                      |

### Zweites ODI in Birmingham
| 31. August Scorecard | Birmingham | England 292-8 (50)           | – | Pakistan 185 (37.5) |
|                      |            | England gewinnt mit 107 Runs |   |                     |

### Drittes ODI in Nottingham
| 1. September Scorecard | Nottingham | England 246 (50)               | – | Pakistan 247-8 (49.4) |
|                        |            | Pakistan gewinnt mit 2 Wickets |   |                       |